# Gmina Bircza
Gmina Bircza Lengyelország délkeleti részén, a Kárpátaljai vajdaságban, a Przemyśli járásban található település. A község székhelye Bircza, amely 24 kilométerre délnyugatra található Przemyśltől és 51 kilométernyire délkeletre fekszik a vajdaság központjától, Rzeszówtól. 
A község területe 254,49 négyzetkilométerre terjed ki és a 2006-os adatok alapján 6602 fő él itt.

## Települések a községben
Gmina Bircza községben az alábbi települések találhatóak:
- Bircza
- Boguszówka
- Borownica
- Brzeżawa
- Brzuska
- Dobrzanka
- Huta Brzuska
- Jasienica Sufczyńska
- Jawornik Ruski
- Korzeniec
- Kotów
- Krajna (település)
- Kuźmina
- Leszczawa Dolna
- Leszczawa Górna
- Leszczawka
- Lipa (Lengyelország)
- Łodzinka Dolna
- Łodzinka Górna
- Łomna
- Malawa
- Nowa Wieś
- Roztoka (Kárpátaljai vajdaság)
- Rudawka
- Stara Bircza
- Sufczyna
- Wola Korzeniecka
- Żohatyn

## Szomszédos községek
Gmina Birczát Gmina Dubiecko, Gmina Dydnia, Gmina Dynów, Gmina Fredropol, Gmina Krasiczyn, Gmina Krzywcza, Gmina Nozdrzec, Gmina Olszanica, Gmina Sanok, Gmina Tyrawa Wołoska, és Gmina Ustrzyki Dolne határolják.

## Fordítás
Ez a szócikk részben vagy egészben  a   Gmina Bircza című angol Wikipédia-szócikk ezen változatának fordításán alapul.  Az eredeti cikk szerkesztőit annak laptörténete sorolja fel. Ez a jelzés csupán a megfogalmazás eredetét és a szerzői jogokat jelzi, nem szolgál a cikkben szereplő információk forrásmegjelöléseként.